# Triplectides volda
Triplectides volda är en nattsländeart som beskrevs av Mosely in Mosely och Douglas E. Kimmins 1953. Triplectides volda ingår i släktet Triplectides och familjen långhornssländor. Inga underarter finns listade i Catalogue of Life.